# Marinetechnikschule
Die Marinetechnikschule (MTS) in Parow ist die technische Schule der Deutschen Marine. Die Schule besteht in ihrer jetzigen Form seit 1996 und ist die größte Ausbildungseinrichtung der Deutschen Marine. Sie untersteht truppendienstlich dem Kommandeur Unterstützung im Marinekommando in Rostock und ist fachlich dem dortigen Abteilungsleiter Personal, Ausbildung, Organisation zugeordnet.

## Geschichte

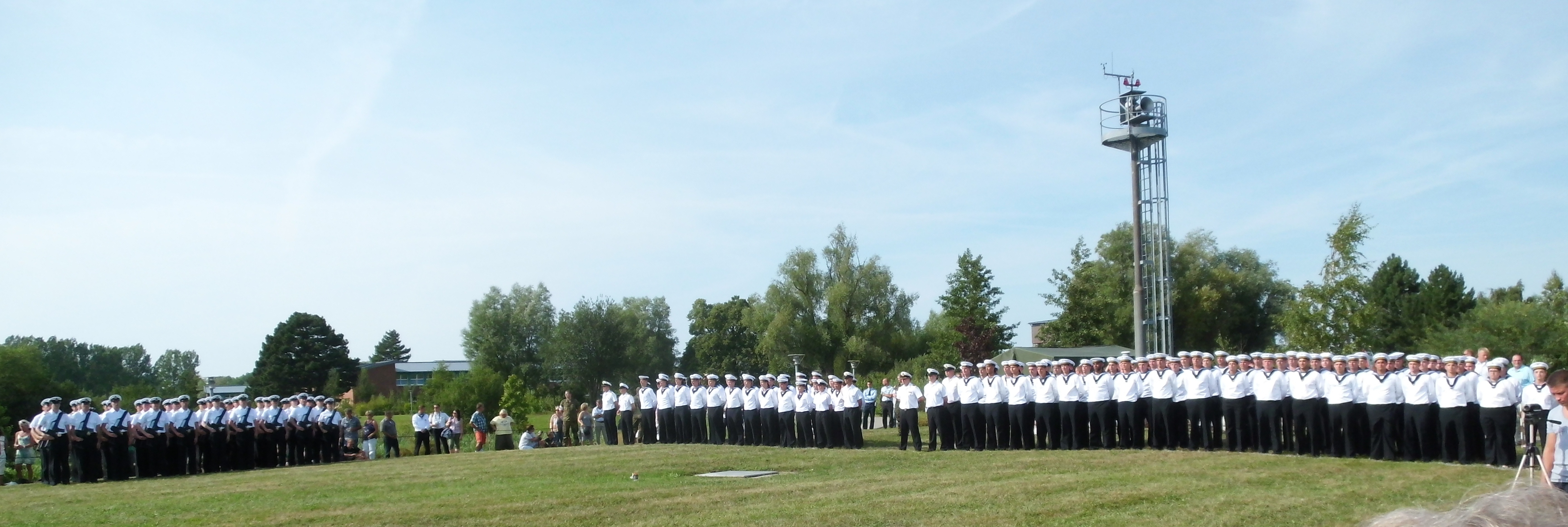
Vereidigung in der Marinetechnikschule Parow am 18. August 2012

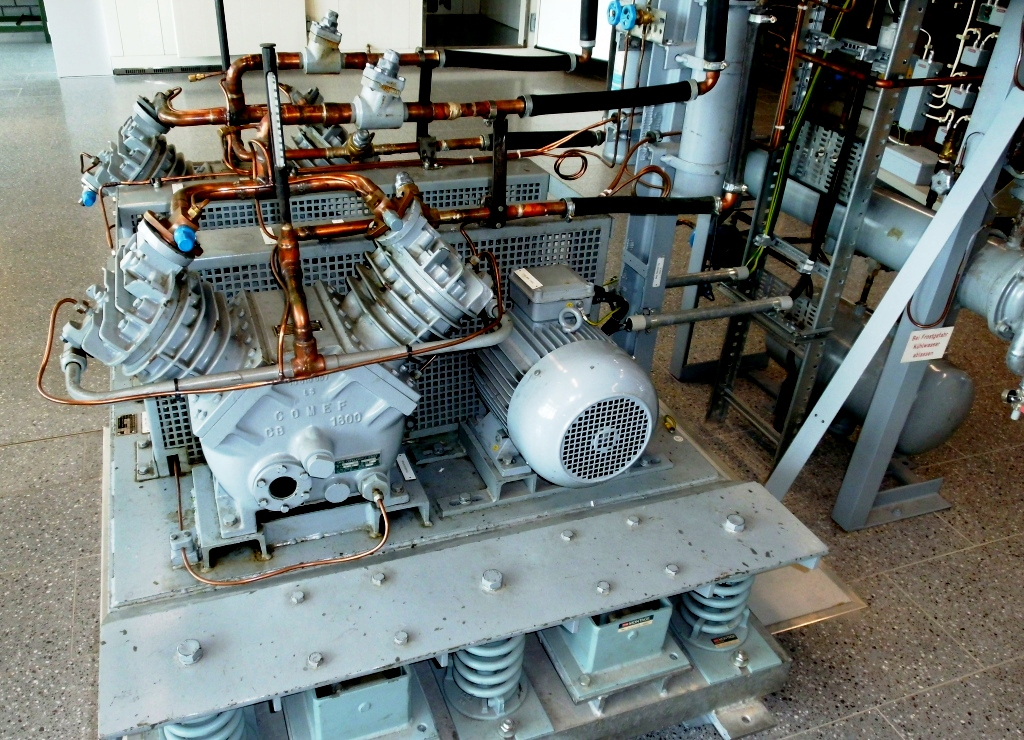
Proviantkühlmaschine für Marineschiffe

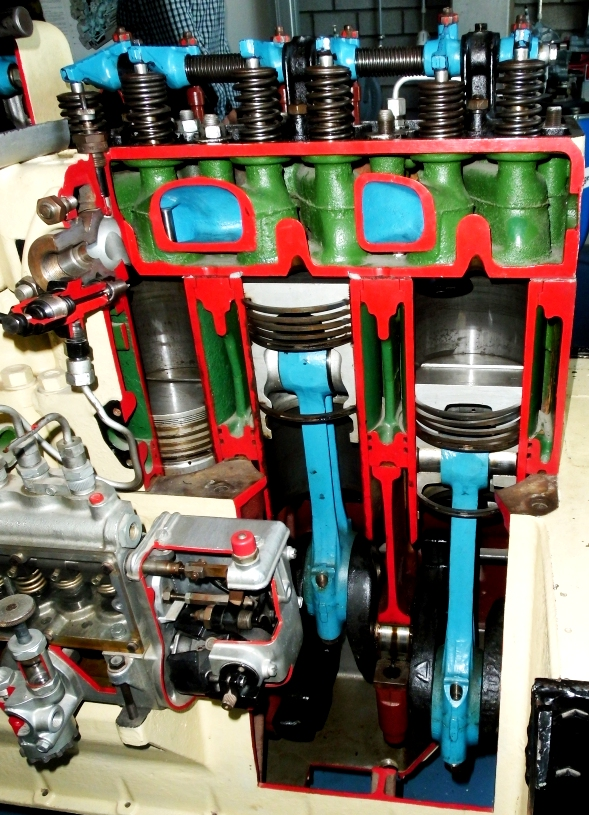
Aufgeschnittener 4-T-Dieselmotor

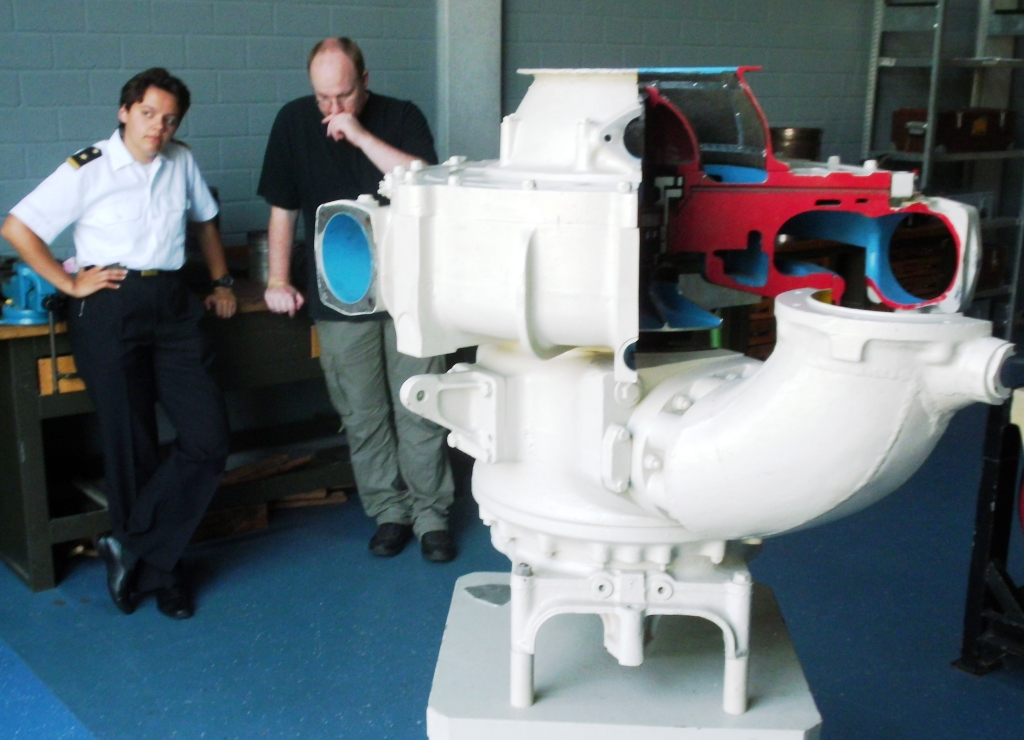
Aufgeschnittener Abgasturbolader

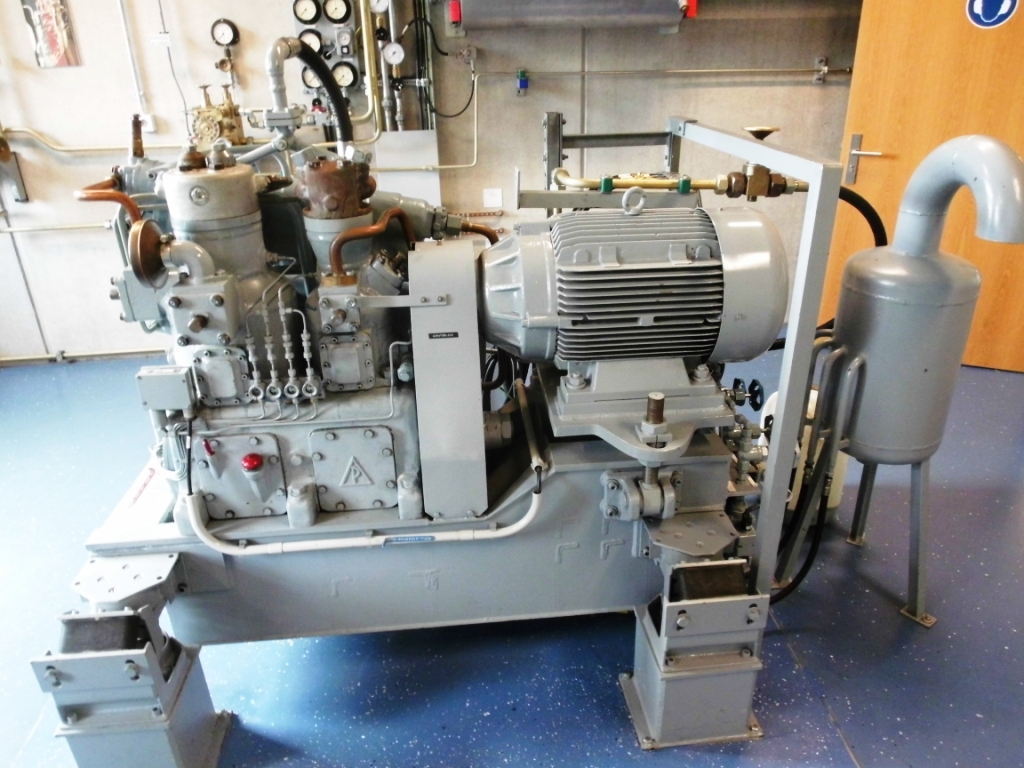
Typischer Luftverdichter für den Bordbetrieb

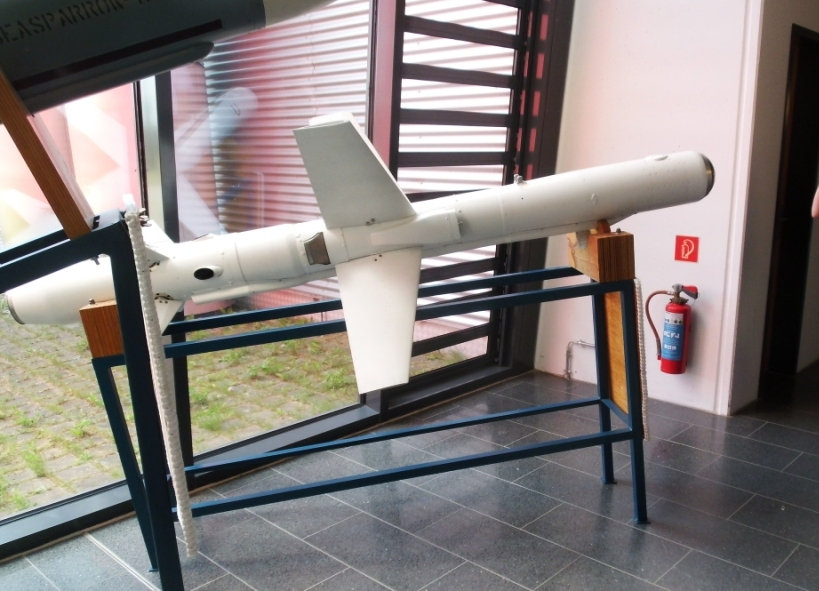
Mehrzweck-Lenkflugkörper Polyphem

Der Ortsteil Parow der Gemeinde Kramerhof, wenige Kilometer nördlich von Stralsund, ist bereits seit vielen Jahren Standort verschiedener militärischer Stützpunkte. So bestand von 1936 bis Kriegsende der Seefliegerhorst Parow. Von 1950 bis zur Wiedervereinigung wurden hier in der Flottenschule „Walter Steffens“ Mannschaften und Unteroffiziere der Volksmarine ausgebildet. Die Hochschulreifeausbildung von Offiziersschülern der Volksmarine erfolgte ebenfalls an der Flottenschule. Diese studierten im Anschluss in der Regel an der Offiziershochschule der Volksmarine Karl Liebknecht in Stralsund mit dem Berufsziel Offizier.
Im Zuge der Strukturreform der Marine nach der Wende in der DDR wurde beschlossen, die Anzahl der Marineschulen zu reduzieren. Die technische Ausbildung über alle Dienstgrade, die vorher in acht verschiedenen Standorten stattfand, sollte dazu in einer neu aufgestellten Marinetechnikschule konzentriert werden.
Mit der Entscheidung für den Standort Parow und der Grundsteinlegung am 30. November 1992 begann das größte Investitionsprojekt der Bundeswehr in den Neuen Ländern. In insgesamt drei Bauabschnitten zwischen 1992 und 2003 entstand die größte und modernste Schule der Marine. Dabei wurden nur wenige der alten Gebäude erhalten.
Am 28. März 1996 stellte Verteidigungsminister Volker Rühe die Marinetechnikschule offiziell in Dienst. Nach der Technischen Marineschule II in Bremerhaven (1956–1982) wurde 2002 auch die MTS Lehrgruppe A in Kiel aufgelöst.
Im 4. Quartal 2016 war die MTS Schauplatz der Dreharbeiten für die YouTube-Serie Die Rekruten.
Am 15. September 2022 verlieh die Ministerpräsidentin von Mecklenburg-Vorpommern, Manuela Schwesig der Schule das Fahnenband des Landes im Rahmen eines Appells auf dem Alten Markt in Stralsund.

## Ausbildungsbereiche
In der Marinetechnikschule werden Angehörigen aller Dienstgradgruppen der Teilstreitkraft Marine technische Kenntnisse und praktische Fähigkeiten vermittelt, um die Soldaten auf ihre Einsatzaufgaben vorzubereiten. Dies umfasst z. B. eine Ausbildung im Bereich Schiffssicherung mit den wesentlichen Aufgaben der Brandbekämpfung und der Leckabwehr an Bord. Außerdem werden auch zivilberufliche Aus- und Weiterbildungen (ZAW) durchgeführt.
Die bis 2005 zur Marinetechnikschule gehörende Inspektion Marineflieger-Technikausbildung in Westerland wurde geschlossen, die Ausbildung findet nun beim Marinefliegergeschwader 3 „Graf Zeppelin“ auf dem Fliegerhorst Nordholz statt. Bis 2012 unterstand der MTS außerdem das Einsatzausbildungszentrum Schadensabwehr Marine in Neustadt/Holstein.

## Organisation
Dem Schulkommandeur unterstehen die Lehrgruppe Ausbildung und drei Lehrgruppen mit eigenen Kommandeuren sowie der Schulstab:

### Lehrgruppe Ausbildung
Ausbildungsunterstützung
- Schulbüro, Lehrgangsplanung
- Fachinformationsstelle
- DV-Stelle, Lehrmittel, Sportanlagen, Werkstätten

Hauptfachbereich Schiffstechnik
- Antriebstechnik / Übungsanlagen
- Elektrotechnik / Automation / Systemkunde
- Allgemeine Schiffstechnik / Schiffsbetriebstechnik
- Seemannschaft

Hauptfachbereich Führungsmittel, Waffentechnik und Informationstechnik
- Marinewaffentechnik (Über- und Unterwasserwaffen, Munitionskunde, Batterieleiterausbildung)
- Führungsmitteltechnik (Navigations- und Fernmeldeanlagen)
- Informationstechnik

Hauptfachbereich Basisausbildung
- Naturwissenschaften: Fachschule der Marine für Technik und Sonderlehrgänge
- Berufsausbildung: Zivil-anerkannte Aus- und Weiterbildung (ZAW)

### Lehrgruppe A
- 1. Inspektion (Führung, Unterbringung und Ausbildung der Trainingsteilnehmer von Fach- und System-Lehrgänge im Bereich Schiffstechnik und Waffen IT und des ST-Offizier-Lehrgangs)
- 2. Inspektion (Führung, Unterbringung und Ausbildung der Trainingsteilnehmer aller schiffstechnischen Fach- und System-Lehrgänge)
- 3. Inspektion (Führung, Unterbringung und Ausbildung der Trainingsteilnehmer aller Fach- und System-Lehrgänge im Bereich Führungsmittel und IT)

### Lehrgruppe B
- 5. Inspektion (Führung, Unterbringung und Ausbildung der Trainingsteilnehmer ZAW und der Fachschule)
- 6. Inspektion (Führung, Unterbringung und Ausbildung der Trainingsteilnehmer ZAW)
- 7. Inspektion (Führung, Unterbringung und Ausbildung der Trainingsteilnehmer ZAW)

### Lehrgruppe C
- 8. Inspektion
- 9. Inspektion
- 10. Inspektion
- 11. Inspektion

(In allen 4 Inspektionen werden mit 8 Einstellungsterminen pro Jahr Grundausbildungen sowie darüber hinaus die Module Befähigung Bord/Land und die MilFachl. Ausbildungen für Gasten der VR 11, 31, 42, 43, 44, 46, 63 durchgeführt).
Unterstützt wird die Schule durch das Sanitätsversorgungszentrum Kramerhof, das zum Zentralen Sanitätsdienst der Bundeswehr gehört. Selber unterstützt die Schule die Regionalen Sicherungs- und Unterstützungskräfte des Landeskommandos Mecklenburg-Vorpommern bei der Ausbildung.

## Kommandeure
| Nr. | Name                                | Beginn             | Ende               |
| --- | ----------------------------------- | ------------------ | ------------------ |
| 9   | Kapitän zur See Matthias Braband    | 13. Mai 2025       |                    |
| 8   | Kapitän zur See Sven Janssen        | 22. September 2022 | 13. Mai 2025       |
| 7   | Kapitän zur See Oliver Jülke        | 20. September 2018 | 22. September 2022 |
| 6   | Kapitän zur See Michael Möding      | 1. April 2014      | 20. September 2018 |
| 5   | Kapitän zur See Bernd-Peter Rahner  | Oktober 2009       | 31. März 2014      |
| 4   | Kapitän zur See Hans Griemens       | Oktober 2006       | Oktober 2009       |
| 3   | Kapitän zur See Heribert Brauckmann | März 2003          | Oktober 2006       |
| 2   | Kapitän zur See Hermann Bliss       | Februar 1999       | März 2003          |
| 1   | Kapitän zur See Rudolf Kabiersch1   | 28. März 1996      | Januar 1999        |

1 Bereits seit 1994 Leiter des Aufstellungsstabes